# جونغ ريو وون
جونغ ريو وون (هانغل: 정려원) مواليد 21 يناير 1981 في سول، كوريا الجنوبية، هي ممثلة كورية جنوبية بدأت مسيرتها الفنية عام 2000.

## أعمالها

### مسلسلات ويب
| عام  | عنوان               | الدور       | المراجع     |
| ---- | ------------------- | ----------- | ----------- |
| 2022 | قد يرضي ذلك المحكمة | نوه تشاك هي | [ 7 ] [ 8 ] |

## وصلات خارجية
- جونغ ريو وون على موقع IMDb (الإنجليزية)
- جونغ ريو وون على موقع ميوزك برينز (الإنجليزية)
- جونغ ريو وون على موقع قاعدة بيانات الفيلم (الإنجليزية)

- الموقع الإلكتروني